# Jean-Pierre Boyer
Jean-Pierre Boyer (Port-au-Prince, 1776. február 28. – Párizs, 1850. július 9.) Haiti köztársasági elnöke 1818 és 1843 között.

## Ifjúsága
Jean-Pierre Boyer 1776-ban született Saint-Domingue francia gyarmat (ma Haiti) fővárosában, Port-au-Prince-ben. Apja tehetős francia takács, anyja guineai származású fekete rabszolganő volt. Apja megengedhette magának, hogy fiát Párizsba, tisztiiskolába küldje tanulni. A francia forradalom után Boyer csatlakozott a Forradalmi Hadsereghez, ahol zászlóaljparancsnokságig vitte. 

## A haiti forradalom
Miután 1791-ben kitört a rabszolgafelkelés Saint-Domingue-on, Boyer elkísérte a köztársasági megbízottat, Léger-Félicité Sonthonaxot hazájába. Csatlakozott a haiti forradalomhoz és harcolt a royalisták és a gazdag fehér telepesek ellen; majd miután a britek 1794-ben megkísérelték megszállni a francia gyarmatot segített a forradalom vezérének, Toussaint Louverture-nak kiűzni őket. Boyer 1799-ben csatlakozott André Rigaud és Alexandre Pétion Louverture-ellenes lázadásához, de felkelésüket leverték és a mulatt vezérek Franciaországba menekültek. 
1802-ben Napóleon elhatározta, hogy visszafoglalja a gyarmatot a felkelőktől. Sógorát Charles Leclercet küldte erre a feladatra, jelentős számú európai csapatok kíséretében. A Párizsba menekült félvér vezérek, köztük Boyer is, elkísérték a francia katonákat és segédkeztek Saint-Domingue visszafoglalásában és Louverture elfogásában. A francia győzelem után nem sokkal kiderült, hogy Párizs vissza akarja állítani a rabszolgaságot, mire Jean-Jacques Dessalines vezetésével újabb lázadás robbant ki, amelyhez Boyer is csatlakozott. A sárgaláztól megtizedelt európai csapatok fokozatosan vonultak vissza a felkelők elől, akik 1803 novemberére elfoglalták az egész gyarmatot, a maradék hétezer francia katonát a szomszédos spanyol Santo Domingóra evakuálták. 
Dessalines 1804. január 1-én kikiáltotta a független Haitit, melynek előbb kormányzója, majd császára lett. Alvezérei, a mulatt Alexandre Pétion és a fekete Henri Christophe azonban 1806-ban meggyilkoltatták, majd halála után vetélkedni kezdtek a hatalomért. Christophe végül saját fekete kormányzatot alakított északon, míg a gazdag félvérek által támogatott Pétion a déli fővárosban, Port-au-Prince-ben kiáltotta ki a Haiti Köztársaságot. 

## Elnöksége
Boyer Pétion támogatója volt és annak 1818-as halála után ő váltotta fel az elnöki székben. Az utódlás nem választás révén történt, Pétion előre kijelölte őt utódjául és a szenátus beleegyezett a jelölésbe. 
Akárcsak elődjének, Boyernek is kezelnie kellett Henri Christophe az ellenséges északi államát, amely ekkorra királysággá alakult át. 1820 elején Christophe egészsége megrendült, katonái fellázadtak, és a puccstól rettegő uralkodó öngyilkosságot követett el. Boyer ezután vérontás nélkül, békés eszközökkel egyesítette a kettészakadt államot. 
1821-ben Santo Domingo (a mai Dominikai Köztársaság) kimondta elszakadását Spanyolországtól és kérte felvételét Simón Bolívar Nagy-Kolumbiájába. Az egységes Hispaniolát kívánó párt azonban felvette a kapcsolatot Boyerrel és behívta a haiti erőket. A haiti elnök, miután megszerezte a határ menti Santo Domingó-i kormányzók támogatását, 50 ezer katonával benyomult a volt spanyol gyarmatra. A haiti erők nem találkoztak jelentős ellenállással, 1822. február 9-én megszállták a fővárost, Santo Domingót és annektálták Hispaniola keleti felét. A spanyol elit jelentős része külföldre menekült, az ő birtokaikat Boyer szétosztotta tábornokai között.     
A 19. században az Egyesült Államokban mozgalom (az Amerikai Kolonizációs Társaság) indult a felszabadított fekete rabszolgák Afrikába való visszaszállítására. Az amerikai születésű feketék nagy része azonban vonakodott Afrikába költözni, a Társaság ezért Haiti kormányzatával vette fel a kapcsolatot. 1824 szeptemberétől kezdve mintegy 6000 fekete bőrű amerikai érkezett Haitira, de a rossz gazdasági körülmények és a beígért kormányzati segítség elmaradása miatt többségük röviddel később visszatért az Egyesült Államokba. A megmaradók a Samaná-félszigeten telepedtek le, ahol a mai napig különálló csoportot alkotnak.  
Boyer igyekezett rendezni a kapcsolatokat a volt gyarmattartó Franciaországgal. 1825. július 11-én aláírták a szerződést, melyben a franciák elismerték Haitit, cserébe az kárpótlást fizetett az okozott vagyoni veszteségekért. A hatalmas kárpótlás 150 millió frankra rúgott, amit öt éven belül kellett volna kifizetni, erre azonban a haiti gazdaság nem volt képes. Boyer 30 millió frankos kölcsönt vett fel a franciáktól, hogy az első részletet képes legyen átadni. A kártérítést 1938-ban 90 millióra csökkentették, de így is több évtizedig tartott míg kifizették. Boyer megpróbálkozott északi elődje, Henri Christophe pénzszerzési módszerével, hogy munkaszolgálatot vezessen be az állami ültetvényeken, de a nép felzúdulása miatt felhagyott ezzel a tervével. Népszerűségét tovább csökkentette, hogy nem vezetett be politikai reformokat és parlamentáris demokráciát és a forradalom veteránjai is morgolódtak, mert úgy érezték hogy háttérbe szorulnak és a forradalom céljai nem teljesültek. 
1843-ban a rossz gazdasági helyzetet egy földrengés tovább súlyosbította. A szegény vidéki lakosság fellázadt és Charles Rivière-Hérard katonatiszt vezetésével elűzték az elnököt az országból. Boyer Jamaicára menekült, majd Párizsban élt egészen 1850-es haláláig.

## Fordítás
- Ez a szócikk részben vagy egészben  a   Jean Pierre Boyer című angol Wikipédia-szócikk ezen változatának fordításán alapul.  Az eredeti cikk szerkesztőit annak laptörténete sorolja fel. Ez a jelzés csupán a megfogalmazás eredetét és a szerzői jogokat jelzi, nem szolgál a cikkben szereplő információk forrásmegjelöléseként.